# Sveitabrúðkaup
Sveitabrúðkaup (dt. Landhochzeit) ist ein isländischer Film aus dem Jahre 2008. Die Uraufführung fand am 28. August 2008 im Háskólabío in Reykjavík statt. Es ist die erste Regiearbeit der Regisseurin und Filmeditorin Valdís Óskarsdóttir.
Der Film erzählt von einer Hochzeitsgesellschaft aus Reykjavík, die nicht den Weg zu ihrer bestellten Kirche auf dem Land findet.

## Handlung
Inga und Barði haben entschieden, sich nach drei Jahren des Zusammenlebens zu verloben.
Inga wünscht sich eine altmodische Hochzeit bei der sich Braut und Bräutigam erst am Altar begegnen. Die Gesellschaft findet sich in zwei Bussen vor dem Haus der Braut ein – aufgeteilt nach den Familien des Brautpaares. Man will in einer Kirche auf dem Lande heiraten, die nur eine Stunde Busfahrt von Reykjavík entfernt ist. Das Problem ist allein, dass niemand vorher in dieser Kirche war und weiß, wo sie genau liegt. Der Pfarrer kann über Telefon auch keine genaueren Richtungsangaben machen, als „einfach nach Westen“ zu fahren. Biertrinkend schaut er Fußball und wartet.
In den engen Bussen kochen die Gemüter hoch und so entlädt sich die angestaute Wut Atlis auf seinen Schwager-in-spe bald in einer Prügelei. Die Brautmutter Imba fürchtet um ihren Geliebten Svanur.
Schließlich kommt man doch noch an der richtigen weißen Kirche mit rotem Dach an. Dort erweist sich Séra Brynjólfur als nicht im Stande die Hochzeit durchzuführen, da er inzwischen betrunken ist. Stefán sagt Barðis Schwester Auður, dass er ihr richtiger Vater ist. Wovon Barðis Vater Lúðvík einen Herzanfall erleidet. Die Hochzeit platzt schließlich, als sich die Eltern des Brautpaares wild beschimpfen.

## Entstehung
Es existiert kein klassisches Drehbuch. Stattdessen verfasste Valdís Óskarsdóttir Rollenbeschreibungen für die Schauspieler und ein grobes Konzept für die Busstopps. Insgesamt geht der Stil nahe an den Dokumentarfilm.
Die Beschreibungen lassen sich teilweise auf der Internetseite nachlesen. Die Beschreibungen einiger Figuren ging bei den Aufnahmen auf Snæfellsnes verloren.